# Juan De Marchi
Juan De Marchi ou Juan Demarchi (nome verdadeiro: Giovanni De Marchi) (Turim, 10 de junho de 1866 - ?) foi um anarquista italiano que imigrou de Turim para a Argentina em 1893, aos vinte e seis anos. Lá se uniu de imediato ao movimento anarquista local, muito influenciado pelo anarquismo italiano do coletivo Umanità Nova do qual faziam parte Pietro Gori e Enrico Malatesta. Posteriormente mudou-se para o Chile onde atuou na defesa dos trabalhadores e dos necessitados, se estabelecendo como sapateiro na cidade de Valparaíso.
De Marchi, já na senioridade, estabeleceu uma profunda amizade com Salvador Allende, então um adolescente. O próprio Allende rememorando sua juventude deixaria seu testemunho sobre o velho sapateiro anarquista.:
Quando eu era um menino de catorze ou quinze anos, após terminarem as aulas no Liceu de Valparaíso, passava em um sapateiro, um anarquista italiano chamado Juan De Marchi, onde eu parava para trocar pontos de vista sobre a situação política no Chile e internacional. De Marchi então com 63 anos aceitou com prazer conversar comigo sobre as coisas da vida, me emprestou alguns livros e também me ensinou a jogar xadrez.
Allende confidenciaria ainda ao jornalista Régis Debray que as idéias de De Marchi haviam exercido forte influência em sua formação de adolescente. De Marchi é citado no filme "Salvador Allende" de Patricio Guzmán.